# Acarterus unicolor
Acarterus unicolor är en tvåvingeart som beskrevs av Friedrich Hermann Loew 1858. Acarterus unicolor ingår i släktet Acarterus och familjen puckeldansflugor. Inga underarter finns listade i Catalogue of Life.